# Kriúkovka (Tambov)
|  | Per a altres significats, vegeu «Kriúkovka». |

Kriúkovka (en rus: Крюковка) és un poble de l'óblast de Tambov, a Rússia, segons el cens del 2010 tenia 520 habitants.